# Хайнрих VII (Фюрстенберг)
Вижте пояснителната страница за други личности с името Хайнрих VII.
Хайнрих VII фон Фюрстенберг (на немски: Heinrich VII von Fürstenberg; * 1464; † 22 юли 1499, Дорнах) е граф на Фюрстенберг от 1484 г. до смъртта си.

## Произход и управление
Той е големият син на граф Конрад (II) фон Фюрстенберг († 1484) и съпругата му Кунигунда фон Мач († 1469), дъщеря на Улрих IX фон Мач († 1480/1481), граф на Кирхберг, и на Агнес фон Кирхберг († 1472).
След смъртта на баща му на 24 април 1484 г. Хайнрих VII и брат му Волфганг I започват да управляват заедно. Хайнрих е от 1493 г. съветник, от 1496 г. дворцов маршал на крал Максимилиан I и през 1496 г. участва в похода в Италия.
Той е нападнат и убит на 22 юли 1499 г. в Дорнахт.